# 아르테미스 파울
아르테미스 파울(Artemis Fowl)은 아일랜드의 문학가 오언 콜퍼가 쓴 SF 판타지 소설 시리즈이다.
2016년부터 월트 디즈니 컴퍼니에서 첫 두 소설을 기반으로 영화를 제작하기 시작했다. 2020년 6월 12일 디즈니+를 통해 완성작을 공개했으나 낮은 평가를 받았다. 2023년 5월 26일 영화 스트리밍이 중지되었다.